# Burning Spear
Pour les articles homonymes, voir Spear et Rodney.
Burning Spear (de son vrai nom Winston Rodney), né le 1er mars 1945 à Saint Ann's Bay en Jamaïque, est un chanteur et musicien de reggae. Figure historique du mouvement avec Bob Marley et The Gladiators, ses paroles défendent le peuple dont il vient, l'héritage et la cause rastafari. Il est également un des premiers et seuls chanteurs de reggae à chanter à la gloire de Marcus Garvey.

## Histoire
Winston Rodney est né le 1er mars 1945 à Saint Ann's Bay en Jamaïque, comme Bob Marley. Burning Spear (lance enflammée en anglais), son nom de scène, est un pseudonyme emprunté à l'homme politique kenyan Jomo Kenyatta, qui a utilisé ce surnom pour la première fois.
Burning Spear entretient volontairement le mystère sur son enfance, durant laquelle la survie de sa famille, très humble, dépendait des petits boulots que pouvaient accomplir les enfants.
Il rêvait d'enregistrer de la musique pour pouvoir sortir sa famille de la misère :
«  J'étais en train de marcher dans les montagnes de Saint Ann, l'esprit ailleurs, sans savoir où j'allais vraiment. Soudain, je me suis mis à courir chez Bob Marley, là aussi sans bien savoir pourquoi. Fourche à la main, Bob était en train de rejoindre sa ferme en tenant un âne sur lequel étaient accrochés des plantes et des outils. On a papoté un peu et je lui ai demandé où je pouvais m'adresser pour faire de la musique. Et Bob a dit : « OK man, essaye de voir ça avec Studio One[réf. nécessaire]. »
Et c'est ici que Burning Spear enregistre ses deux premiers albums, presenting et Rocking Time, qui sont souvent considérés comme les deux albums les plus roots de l'histoire du reggae[réf. nécessaire]. Il signera ensuite avec le label Island, puis changera plusieurs fois de maison de disques durant sa longue carrière.
En 1978, il s'illustre dans le film Rockers, aux côtés de Leroy « Horsemouth » Wallace, Gregory Isaacs, Kiddus I, Big Youth et Jacob Miller; notamment dans une scène mémorable au bord de la mer où il interprète une de ses chansons, Jah No Dead, a cappella.
En 1987, il réédite ses albums Marcus Garvey et Garvey's Ghost en 100th Anniversary pour célébrer les 100 ans de la date de naissance de Marcus Garvey.
En 2002 il fonde avec sa femme Sonia Rodney une maison de disques, Burning Spear Records.

## Discographie
Voir Discographie détaillée de Burning Spear